# Parque Nacional Terra Nova
Parque Nacional Terra Nova é um parque nacional canadense que está localizado na costa nordeste de Terra Nova. Foi fundado em 1957 e foi o primeiro parque nacional de Terra Nova e Labrador.